# Il colore dell'amicizia
Il colore dell'amicizia (The Color of Friendship) è un film per la televisione del 2000 diretto da Kevin Hooks.

## Trama
Siamo negli anni Settanta. Mahree, una quattordicenne sudafricana bianca, cresciuta all'interno di una famiglia razzista, viene spedita negli Stati Uniti per un programma di scambio culturale organizzato dalla sua scuola. Durante questo periodo di tempo, viene affidata alla famiglia afro-americana del deputato Dellums, che crede fermamente nei diritti dei neri in Sudafrica e che lotta, assieme ad altri senatori, perché vengano rispettati. Appena giunta in America, Mahree conosce la famiglia ospitante e sia lei che i Dellums rimangono molto sorpresi: lei non si aspettava che si trattasse di una famiglia afro-americana e loro non si aspettavano che arrivasse una sudafricana bianca. Mahree è molto confusa e, non sapendo cosa fare, si barrica nella camera di Piper, la figlia tredicenne dei Dellums che, dopo alcune ore con uno stratagemma, entra in camera per parlare con lei e tranquillizzarla. All'inizio le due si parlano a malapena ma poi, dopo una giornata passata insieme diventano amiche. Passano le settimane e Piper e Mahree diventano inseparabili, ma un giorno, Mahree viene portata via dalla casa dei Dellums da alcuni uomini dell'ambasciata sudafricana. La povera ragazza non capisce il perché di tutto quel trambusto e, quando cerca delle risposte da parte di quei segretari, non le vengono fornite. Appena arrivata all'ambasciata, riceve l'ordine di prenotare telefonicamente un volo per il Sudafrica e di partire il prima possibile.
Mentre si trova all'ambasciata, comincia a seguire un notiziario che parla del suicidio dell'attivista sudafricano di colore Stephen Biko, considerato un criminale dal governo sudafricano. Nel frattempo, a casa dei Dellums, Piper è molto triste per via del sequestro della sua amica da parte dei segretari dell'ambasciata e decide di chiamare il padre per cercare di recuperarla e riportarla a casa.
Appena arrivata a casa, Mahree va subito da Piper e le racconta tutto, compreso il notiziario che aveva visto, aggiungendo che Biko, era un criminale, cosa a cui Piper ribatte rivelando che in realtà l'uomo lottava per i diritti della popolazione di colore in modo non-violento, aggiungendo che il suicidio era tutta una menzogna e che era stato usato come scudo per mascherare il fatto che era stato picchiato a sangue dai poliziotti che non condividevano le sue idee. Fra le due scoppia un litigio, calmato dall'intervento del signor Dellums.
Dopo il semestre passato con i Dellums, Mahree capisce quali sono i diritti dei sudafricani neri e appena tornata a casa (dopo aver mostrato alla domestica di colore la bandiera del partito del congresso cucita dentro la sua giacca), libera il suo canarino dalla gabbia perché capisce che la libertà è un diritto importante e deve essere concesso a tutti gli esseri viventi.

## Produzione
Il film, da un'idea di Paris Qualles, è basato sul racconto Simunye, scritto dalla vita reale di Piper Dellums riguardo ad una ragazza sudafricana chiamata Carrie che va a stare con la sua famiglia. Dellums scrive che perse i contatti con Carrie dopo il suo ritorno in Sudafrica e non ha la minima idea di cosa le sia capitato. In "Simunye" Piper invece ipotizza che Carrie potrebbe essere stata uccisa a causa delle sue posizioni anti-razziste.
L'attore Erik Dellums, figlio di Ron Dellums e fratello di Piper, appare in un piccolo ruolo.

## Distribuzione
Il film è stato trasmesso su Disney Channel numerose volte tra il 2000 e il 2001. A partire dal 2006, Disney Channel ha ricominciato a trasmettere il film annualmente nel mese di febbraio per celebrare il Mese della storia dei neri. Il film, esclusivamente negli USA, è uscito anche in VHS con numerosi contenuti speciali, tra cui il video musicale di Galaxy is Ours dal film Zenon - La nuova avventura (Zenon, The Zequel).

## Riconoscimenti
- 2000 - Premio Emmy
  - Premio come Outstanding Children's Program ad Alan Sacks, Christopher Morgan e Kevin Hooks
- 2000 - Humanitas Prize
  - Premio come Children's Live-Action Category a Paris Qualles
- 2001 - NAACP Image Award
  - Premio come Outstanding Youth or Children's Series/Special
- 2001 - WGA Award
  - Premio come Children's Script Category a Paris Qualles
- 2001 - Young Artist Award
  - Premio come Best Performance in a TV Movie (Drama) e Leading Young Actress a Shadia Simmons
  - Nomination come Best Family TV Movie/Pilot/Mini-Series - Cable
  - Nomination come Best Performance in a TV Movie (Drama) e Leading Young Actress a Lindsey Haun
- 2001 - DGA Award
  - Nomination come Outstanding Directorial Achievement in Children's Programs a Kevin Hooks